# Ivane Andronikachvili
Pour les autres membres de la famille, voir Famille Andronikov.
Le prince Ivane Andronikachvili (géorgien : ივანე ანდრონიკაშვილი), plus connu sous le nom de prince Ivan Malkhazovitch Andronnikov (russe : Иван Малхазович Андронников), né en 1798 à Qudaghlo (Royaume de Kartl-Kakhétie), mort le 19 septembre 1868 est un général de cavalerie de l'armée impériale russe et l'un des héros de la Guerre du Caucase et de la Guerre de Crimée.

## Famille
Descendant d'une longue lignée de princes de Kakhétie, les Andronikachvili, eux-mêmes descendants d'Andronic Ier Comnène. Ivane Andronikachvili était le fils du prince Malkhaz Melkhizedekovitch (1773-1822) et de son épouse Mariam Artchilovna Bragation (1775-1854), fille du prince Artchil d'Iméréthie; elle était également la nièce de Salomon Ier et la sœur de Salomon II. La princesse Ielena, grand-mère de Mariam, était la fille du roi de Géorgie Héraclius II.

## Biographie
L'éducation du prince Ivane Andronikachvili s'effectua au domicile de ses parents puis à l'université. En 1817, après avoir été cadet, il commença sa carrière militaire au Régiment des Gardes à cheval. En 1818, il fut élevé au grade de cornette. En 1824, élevé au grade de major, il fut envoyé dans le Caucase, au 17e Régiment de Dragons de Nijni Novgorod.
Il servit plus tard dans le Caucase pendant la guerre contre la Perse (1826-1829) et l'Empire ottoman (1828-1829). Il fut promu général de division en 1841 et nommé gouverneur général de Tiflis en 1849. Il prit part à la guerre du Caucase et il mena une expédition contre les rebelles ossètes en 1840 et 1850.
La guerre de Crimée fut le point d'orgue de la carrière militaire du prince Andronnikov. Le 4 novembre 1853, il défit l'armée d'Ali Pacha forte de 20 000 soldats avec seulement 5 000 soldats qui étaient pour la plupart des volontaires de la cavalerie géorgienne. Avec 13 000 soldats, il remporta, contre toute attente, une autre victoire face au 36 000 soldats de Sélim Pacha en Géorgie.
Le prince Andronikachvili fut promu général de cavalerie quelques mois avant sa mort en 1868.

### Guerre russo-persane de 1826-1828

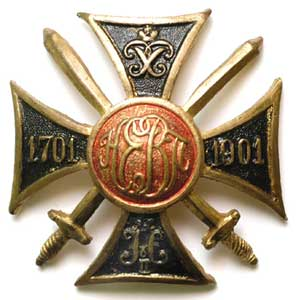
Insigne régimentaire du 17e Régiment de Dragons de Nijni-Novgorod

En 1826, lors du franchissement de la frontière par l'Armée perse et l'invasion des khanats de Talysh et de Karabagh, le prince fut engagé dans le conflit qui opposa la Russie à la Perse. Le 25 septembre 1826, au cours de la bataille de Gandja (de 1804 à 1918 Ielizabetpol), au moment où l'aile et le centre des troupes russes s'apprêtaient à célébrer leur victoire, le flanc droit donna des signes de faiblesse. Les troupes perses chargèrent puis renversèrent le 2e Régiment de Cosaques. Très vite, l'ennemi contourna la ligne des troupes russes et à ce moment le prince Andronnikov donna l'ordre à son bataillon d'attaquer. Le 17e Régiment de Dragons de Nijni-Novgorod contourna la colonne perse. Le prince chargea sur la droite et frappa le flanc de l'ennemi. Selon certains témoins, le prince était l'un des plus rapides et le plus violent dans ses attaques. Les escadrons du prince se jetèrent au milieu des troupes ennemies et firent de terribles ravages dans leurs rangs,. En récompense de sa bravoure au cours de la bataille de Gandja, il fut décoré de l'Ordre de Saint-Vladimir (4e classe avec ruban).
Le 5 juillet 1827, le prince se distingua à la bataille de Djevan-Boulakh. Au cours des combats, la 1re division et le 2e bataillon de son régiment perça le centre de l'ordre de bataille perse. Le major Andronikachvili se précipita vers le prince Abbas Mirza, commandant des troupes perses. Au cours de la bataille, le prince Andronikachvili fut frappé d'une balle à la tête. Mais cette attaque se solda par la prise de la bannière du prince perse et de six gentilshommes de son entourage. Quant au prince Abbas Mirza, il fut contraint à la fuite. Pour ce haut fait d'armes, le prince Andronnikov fut décoré de l'Ordre de Sainte-Anne (2e classe),.

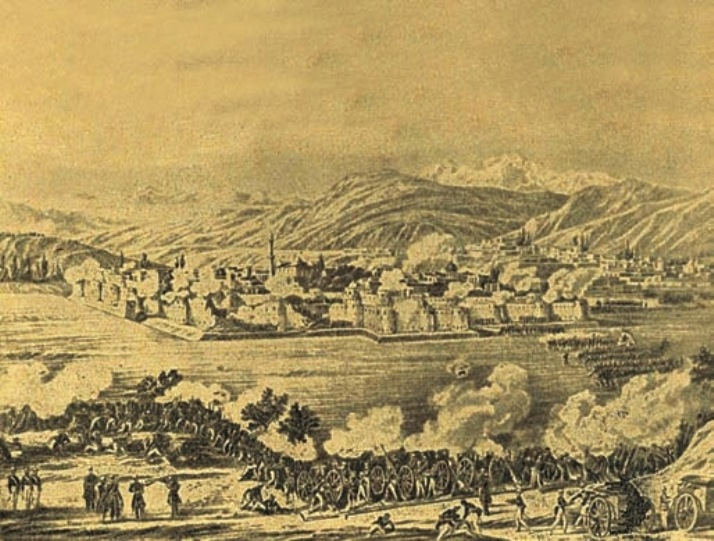
Prise de la forteresse d'Erevan par les troupes russes le 1er décembre 1827.

Malgré sa blessure à la tête, le prince prit part le 17 septembre 1827 au siège de la forteresse de Sardar-Abad puis le 14 octobre 1827 à la prise de la ville-forteresse d'Erevan. Pour son comportement au combat au cours de ces deux sièges, le prince fut élevé au grade de lieutenant-colonel.

### Guerre russo-turque de 1828-1829

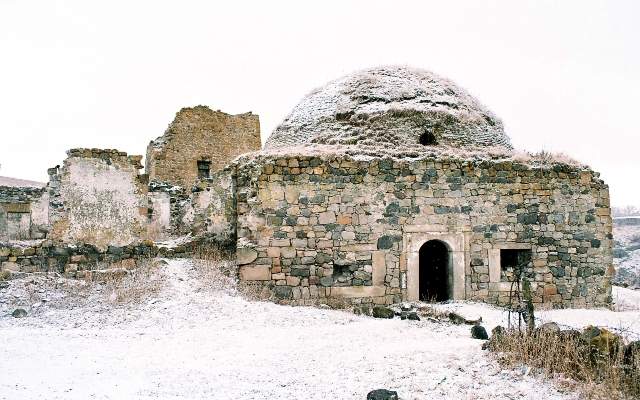
Ruines de la forteresse et de la mosquée d'Akhalkalaki.

Dès la fin du conflit russo-persan, le prince Andronikachvili fut de nouveau engagé dans une nouvelle guerre. En violation de la Convention d'Akkerman signée le 7 octobre 1826 entre la Russie impériale et l'Empire ottoman, les Turcs fermèrent le détroit du Bosphore. Les opérations militaires furent engagées contre la Turquie en 1828. À la tête du 2e Bataillon du 17e Régiment de Dragons de Nijni Novgorod, le prince se trouva sous les murs de la l'actuelle ville de Géorgie Akhaltsikhé et prit part à la prise de cette ville.
Le 5 août 1828, une bataille s'engagea entre la cavalerie russe et les troupes ottomanes. La victoire revint aux Russes grâce au comportement exemplaire du prince Andronikachvili. Akhalkalaki, petite ville de Géorgie était défendue par une redoute fortement armée. Afin de s'emparer de ce fort tenu par les Turcs, le général d'infanterie, Ivan Fiodorovitch Paskevitch ordonna au bataillon russe d'attaquer cette place forte sur la rive droite de la rivière près du village de Marda. Les troupes ottomanes repoussèrent l'infanterie russe à l'arrière du 17e Régiment de Dragons de Nijni Novgorod. En les poursuivant le 2e escadron de ce régiment alla trop loin et perdit le contact avec son régiment et fut encerclé par les Turcs. Leur fin semblait inévitable. Observant la situation critique du 2e escadron, le lieutenant-colonel Andronikachvili chargea l'ennemi, mais fut à son tour encerclé par les troupes turques et faillit à son tour être capturé. Battant en retraite, le prince ameuta sur son chemin le 1er escadron et, armé de deux pistolets, il se porta au secours du 2e escadron. Une courte mais violente bataille s'ensuivit, les Turcs sans demander leur reste prirent la fuite en laissant sur le lieu du combat deux bannières. Après cette terrible bataille, son courage fut récompensé, il fut élevé au grade de colonel et reçut l'Ordre de Sainte-Anne (2e classe avec diamants).
Au cours de la campagne militaire de 1829, le colonel Andronikachvili commanda temporairement le 17e Régiment de Dragons de Nijni Novgorod. Il se distingua lors de la prise de la ville fortifiée de Bayburt. À la tête de son régiment, il attaqua la cavalerie turque et s'empara des batteries ennemies permettant ainsi à son régiment de pénétrer dans Bayburt. Le 6 août 1830, il fut décoré de l'Ordre de Saint-Georges (4e classe),.
En 1830, le commandement du 17e Régiment de Dragons de Nijni Novgorod fut confié au colonel Andronikachvili, le temps de préparer ses hommes au siège de Kara-Aratch. Le prince fut démis de son commandement (mars 1830). Le prince Alexandre Ivanovitch Tchernychiov alors ministre de la Guerre confia le commandement du 17e Régiment de Dragons au colonel Dobrov puis en 1835 au général Sergueï Dmitrievitch Bezobrazov (1809-1879). Le ministre de la Guerre proposa au général Paskevitch de nommer le colonel Andronikachvili à la tête d'un autre régiment. Humilié, le prince refusa cette offre, il choisit de servir dans l'armée, pendant 19 ans il prit part à de nombreuses opérations militaires.

### Guerre du Caucase

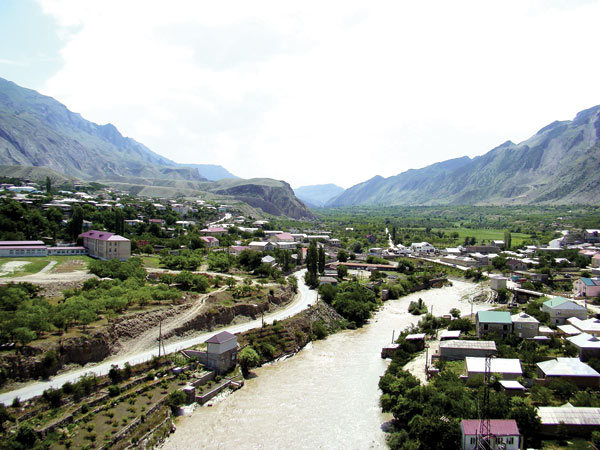
Le village de Guerguebil aujourd'hui situé dans la République du Daghestan.

En 1837, le colonel Andronikachvili prit part à la Guerre du Caucase, il participa aux opérations militaires se déroulant au sud du Daghestan et dans le nord de l'Azerbaïdjan. En 1840, à la tête d'un détachement, il pacifia l'Ossétie. En 1841, sous le commandement du général d'Infanterie Ievgeni Alexandrovitch Golovine (1782-1858), il participa à la campagne militaire du Daghestan. En 1847, le prince Andronikachvili fut élevé au grade de major-général, en outre, pour sa bravoure lors de l'assaut de Guerguebil, petite ville du Daghestan, il fut décoré de l'Ordre de Saint-Stanislas (1re classe).
En 1849, à la demande du comte Mikhaïl Semionovitch Vorontsov (1782-1856), alors gouverneur du Caucase, le prince Andronikachvili accepta d'occuper les fonctions de gouverneur militaire de Tiflis, en outre, le major-général gouverna la partie civile de la province géorgienne. Grâce à son travail au sein de l'assemblée administrative et en engageant des négociations avec les propriétaires, il régla de manière pacifique la jacquerie d'Akhaltsikhé en Ossétie du Sud, un mouvement de révolte engagé contre les propriétaires.
En 1850, le prince Andronikachvili fut élevé au grade de lieutenant-général.

### Guerre de Crimée
En 1856, le prince Andronikachvili occupait toujours le poste de gouverneur de Tiflis, il participa malgré tout aux opérations militaires de la Guerre de Crimée. Dès le début du conflit, il fut placé à la tête d'un détachement appartenant au 162e Régiment d'Infanterie Akhaltsykhski. Le 12 novembre 1853, les Turcs soutenus par les Anglais dans le Grand Jeu décidèrent dès le début du conflit de reprendre la forteresse Akhaltsikhé cédée à l'Empire russe lors de la signature du traité d'Andrinople le 14 septembre 1829.

#### Siège de la forteresse Akhaltsikhé
Le général ottoman Ali-Pacha à la tête de dix-huit mille hommes se présenta devant les murs de ville afin de réduire les sept mille hommes du prince Andronikachvili. Mais le 14 novembre 1853, les Turcs subirent une lourde défaite. Le major-général Andronikachvili et ses hommes se saisirent de cinq drapeaux, dix-huit icônes, onze armes à feu et toutes les armes appartenant aux troupes turques, ces derniers laissèrent quatre mille morts sur le champ de bataille. Cette victoire contre les troupes du général Ali-Pacha lui valut l'Ordre de Saint-Georges (3e classe).

#### Bataille de Choloki

Insigne de l'Armée du Caucase.

En juin 1854, sur la rive gauche de la rivière Choloki, le major-général Andronikachvili commandant 13 000 soldats russes dont un bon nombre étaient Géorgiens infligea une sérieuse défaite aux 35 000 soldats turcs commandée par Sélim Pacha. Le prince et ses hommes s'emparèrent de toute l'artillerie turque (15 canons), 36 bannières et insignes de régiment, trois camps avec le matériel et les magasins. Ce fait d'armes valut au prince Andronikachvili l'Ordre de Saint-Alexandre Nevski.
En 1856, le commandement en chef de l'Armée du Caucase fut confié au prince Andronikachvili, en outre, il fit partie de l'entourage du gouverneur du Caucase.
En 1868, le lieutenant-général Andronikachvili fut élevé au grade de général de cavalerie.

### Décès
Le 18 septembre 1868, le prince Andronikachvili mourut subitement.

## Distinctions
- 1853 : Ordre de Saint-Georges (3e classe)
- 6 août 1830 : Ordre de Saint-Georges (4e classe)
- 1826 : Ordre de Saint-Vladimir (4e classe - avec ruban)
- 1854 : Ordre de Saint-Alexandre Nevski
- 1827: Ordre de Sainte-Anne (2e classe)
- 1828 : Ordre de Sainte-Anne (2e classe - avec diamants)
- 1847 : Ordre de Saint-Stanislas (1re classe)

## Sources
- (ru) Encyclopédie militaire publiée par Ivan Dmitrievitch Sytine entre 1911 et 1915. Saint-Pétersbourg
- (ru) Le Caucase de 1841 à 1856. Melenti Iakovlevitch Olchevski. Saint-Pétersbourg. 2003.
- (ru) Dictionnaire biographique russe publié par Alexandre Alexandrovitch Polotsov.
- (ru) Histoire du 44e Régiment de Dragons de Novgorod de l'historien russe Vassili Alexandrovitch Potto. Saint-Pétersbourg. 1894.